# 澳洲蘇鐵
澳洲蘇鐵（学名：Cycas media）又稱澳洲鳳尾松，属于苏铁科的一种植物，原產於澳洲昆士蘭州東海岸。其种加词“media”意为“中间的”。